# Ernst Raffelsberger
Ernst Raffelsberger (geboren 1961 in Gmunden) ist ein österreichischer Chorleiter und Kapellmeister.

## Leben und Wirken
Raffelsberger studierte Musikpädagogik, Kirchenmusik und Chorleitung (bei Erwin Ortner) an der Hochschule für Musik und darstellende Kunst in Wien, anschließend Chordirigieren bei Walter Hagen-Groll am Salzburger Mozarteum.
Von 1983 bis 1986 wirkte er als Kapellmeister der Wiener Sängerknaben und leitete das Ensemble sowohl bei Konzerten in Wien, als auch auf Tourneen durch Europa, Südafrika, Kanada und die USA. 
Von 1986 bis 1989 war Ernst Raffelsberger Chordirektor und Kapellmeister am Landestheater Salzburg und betätigte sich bei der Salzburger Mozartwoche und bei den Salzburger Festspielen. 
1989 wurde er von Donald Runnicles als Chordirektor und Kapellmeister an das Theater Freiburg berufen. Seit Herbst 1993 ist Raffelsberger am Opernhaus Zürich als Chordirektor engagiert, hat dort inzwischen mehr als hundert Premieren betreut und mit vielen namhaften Dirigenten zusammengearbeitet. Gastspiele mit dem Zürcher Ensemble führten ihn nach Wien, London, Paris und Tokio. Eine Reihe von CD- und DVD-Aufnahmen dokumentieren diese Arbeit.
Seit 2012 ist er bei den Salzburger Festspielen als Chordirektor der Konzertvereinigung Wiener Staatsopernchor für die Einstudierungen von zahlreichen Opern und Konzertprogrammen zuständig. So wird er auch 2017 für eine Reihe von Choreinstudierungen verantwortlich sein: bei Lady Macbeth von Mzensk, der Aida und bei Wozzeck,  
Ernst Raffelsberger lebt in Jestetten, Kreis Waldshut.    